# Cynthia Watros
Cyntia Michele Watros er født den 2. september 1968. Hun er en Emmyvindende amerikansk skuespiller, som er med i film, tv-serie og teater. Hun er bedst kendt for sine roller som Libby i ABC-serien Lost, som Kellie i The Drew Carey Show, som Erin i Titus og som Annie Dutton i Guiding Lightning. Hun blev født i Lake Orion, Michigan.

## Karriere

### Uddannelse
Watros tog sin eksamen fra Lake Orion High School og skulle oprindeligt gå på Macomb Community College. Hun tog direkte til Boston University og uddannede sig med et Bachelor of Fine Arts, og tog direkte til New York City for at blive kendt. Hun kom først med i et Broadway Musical som Agnes Gootch i stykket Auntie Mame. Hun var også en af Pigeon søstrene i The Odd Couple 

### Dagligeserier
I 1994-1998 var hun med i CBS soap opera Guiding Lightning som Annie Dutton. Hendes karakter var en sygeplejske som var heroinafhængig, men hun vandt anerkendelse da hendes karakters rival Reva Shayne (spillet af Kim Zimmer) gjorde hende til en intrigant skurk. 1998 vandt Watros en Daytime Emmy Award som "Strålende hovedskuespiller" for hendes rolle i Guiding Light.
I 1998 tog hun midlertidigt rollen som Victoria Hudson McKinnon i Another World i stedet for Jensen Buchanan fordi hun skulle på barsel.

### Aftenserier
Watros er også kendt fra nogle af aftenserier.
- Hun dukkede op som Erin Fitzpatrick i Titus, der kørte 2000-2002, og har vundet anerkendelse som en komikerskuespiller, som spiller hovedpersonens forlovede. Ifølge DVD-kommentarsporet, skulle Erin være mere som Tommy i serien (bekymret, neurotisk), og Tommy skulle være mere som Erin (stærk, støttende). Personlighederne var lavet om en uge før optagelserne til pilotepisoden var færdige.
- Efter Titus var taget af skærmen, tog hun rollen som Kellie Newmark i The Drew Carey Show, som en erstatning, da Christa Miller blev skrevet ud. Watros spillede rollen fra 2002-2004. Som en velkomstgave, sendte Drew Carey hende blomster én gang hver uge.
- Fra 2005-2006 blev hun castet i ABC hitserie Lost. Hun spillede psykolog Libby, som var en af passagerene i halepartiet, der styrtede ned på en anden strand, på den anden side af øen. Hun var kun med i sæson 2. I slutningen af sæson 2 (i afsnittet Two for the Road), Libby blev skudt og dræbt af Michael Dawson (spillet af Harold Perrineau) sammen med Ana Lucia Cortez (spillet af Michelle Rodriguez). Hun har dukket op som gæstestjerne senere i serien efter hendes karakters død, hvor hun var i flashbacks og visioner/hallucinationer for andre karaktere.
- The Rich Inner Life of Penelope Cloud: CBS 2007 komedie, der handler om en tidligere litterære geni der har en åbenbaring og følger optimisme i stedet for kynisme. Skabt af Jeff Greenstein. Tomei fik hovedrollen og Watros fik en lidt mindre rolle.

Efter hun blev skrevet ud af Lost, filmede Watros en pilotepisode for CBS serie My Ex-Life. Hun spillede hovedpersonens (spillet af Tom Cavanagh) eks-kone i pilotepisoden. Men serien blev aldrig lavet, så det blev til en tv-film i stedet.

## Privatliv
Watros havde en farlig sygdom som teenager; hun havde ITP, en autoimmun blodsygdom. Sygdommen er påkrævet kemoterapi og fjernelsen af milten. I et interview på Titus sæson 3 DVD-ekstramateriale, erklærede hun, at hun har været skaldet og fik over 835 kr. som erstatning på hendes sygdom.
Watros har en meget kompliceret historie med Guiding Light hovedrollen Kim Zimmer. Zimmer og Watros blev venner da de var med i en tidligere Broadwayshow som hed Four Dogs and a Bone af John Patrick Shanley. Det tog ikke lang tid før de blev venner, når de arbejde så tæt sammen, var der ikke den store uenighed da de begge var med i Guiding Light. Så var der, de optog et temmelig støjende skænderi mellem de to skuespillere mens de filmede et Guiding Light afsnit.
Watros er gift med Curtis Gilliland og fik tvillingedøtre med, Emma Rose Marie og Sadie Anne Marie (født 14. juli 2001).
Watros og hendes Lost-kollega Michelle Rodriguez blev anholdt om morgen d. 1. december 2005 i Kalilua på Hawaii, hvor de filmede Lost. De bestod ikke alkoholprøven, hvor de var beruset. De fik betalt kaution på 2800 kr. hver. Fem måneder senere blev begge karaktere skudt og dræbt i afsnittet Two for the Road, der fik fans til at tro de var deres straf for de blev anholdt.
Rodriguez og producerne var uenige, de sagde det var planlagt fra start.

## Filmografi
- Cafe Society (1995) – Diane Harris
- His and Hers (1997) – Pam
- Mercy Streets (2000) – Sam
- The Yellow Bird (2001) – Alma Tutwiler
- P.S. Your Cat is Dead! (2002) – Kate
- Duane Incarnate (2004) – Connie
- Just Pray (2005) – Perry Ann Lewis
- Frank (2007) – Jennifer York
- American Crude (2008) – Jane
- Mars (2008) – Allison Gurthrie
- Calvin Marshall (2009) – Karen

### Tv-serier
- New York Undercover, afsnit 6 (1994) – Journalist
- Spin City, afsnit 19 (1997) – Gayley
- Guiding Light, 24 afsnit (1994-1998) – Annie Dutton Banks/Dee
- Profiler, afsnit 48 (1998) – Helen Jefferies
- Another World (1998) – Victoria 'Vicky' Hudson Frame Harrison McKinnon
- A Nero Wolfe Mystery, afsnit 24-25 (2002) – Phoebe Gunther
- Titus, afsnit 1-54 (2000-2002) – Erin Fitzpatrick
- The Drew Carey Show, afsnit 178-229 (2002-2004) – Kellie Newmark
- Raines, afsnit 7 (2007) – Sarah Carver
- Law & Order: Criminal Intent, afsnit 141 (2007) – Beth Hoyle
- Lost, afsnit 26-45, 47, 77 (2005-2008) – Libby
- Fear Itself, afsnit 2 (2008) – Meredith Kane
- The Bill Engvall Show, afsnit 14 (2008) – A.J.
- Family Guy, afsnit 117 (2009) – Sikkerhedssystem
- In Plain Sight, afsnit 15 (2009) – Maureen Stewart
- Gossip Girl, afsnit 42 (2009) – Ung Celia 'CeCe' Rhodes
- CSI: Crime Scene Investigation, afsnit 206 (2009) – Barbie Aubrey